# Melampyrum caucasicum
Melampyrum caucasicum är en snyltrotsväxtart som beskrevs av Aleksandr Andrejevitj Bunge. Melampyrum caucasicum ingår i släktet kovaller, och familjen snyltrotsväxter. Inga underarter finns listade i Catalogue of Life.